# Zádorfalva
Zádorfalva là một thị trấn thuộc hạt Borsod-Abaúj-Zemplén, Hungary. Thị trấn này có diện tích 13,75 km², dân số năm 2010 là 464 người, mật độ 34 người/km².